# Ernst von Heyden (Politiker, 1837)
Ernst Carl Wichard von Heyden, auch Ernst von Heyden-Leistenow (* 29. November 1837 in Stettin; † 14. Juni 1917) war ein deutscher Landschaftsdirektor von Vorpommern und Mitglied des Preußischen Herrenhauses.

## Leben
Ernst von Heyden war der Sohn des Kammerherrn und Landrates Hermann von Heyden (1810–1851) auf Leistenow. Er besuchte von 1849 bis 1857 das Sundische Gymnasium in Stralsund. Anschließend studierte er an der Ruprecht-Karls-Universität Rechts- und Kameralwissenschaften. 1858 wurde er im Corps Vandalia Heidelberg recipiert. Als Inaktiver wechselte er an die Friedrich-Wilhelms-Universität zu Berlin. 1859 begann er seinen Militärdienst beim 2. Garde-Ulanen-Regiment in Berlin und nahm im Rang eines Leutnants am Feldzug von 1866 nach Schlesien und Böhmen sowie am Deutsch-Französischen Krieg von 1870/71 teil. 1891 beendete er seine militärische Laufbahn als Major und widmete sich der Bewirtschaftung seiner Güter Leistenow und Buschmühl mit Flemendorf und Neu-Gatschow.
Er war Deputierter des Kreises Demmin, von 1894 bis 1913 Abgeordneter im Preußischen Abgeordnetenhaus und Mitglied des preußischen Herrenhauses. 1888 wurde er Landschaftsdirektor des vorpommerschen Departements der Pommerschen Landschaft. Von 1914 bis 1916 vertrat er, volkstümlich als Kriegs-Landrat bezeichnet, den zum Kriegsdienst eingezogenen Demminer Landrat Gottfried von und zu Gilsa.
Ernst Carl Wichard von Heyden war seit 1866 verheiratet mit Camilla von Neumann (1849–1919). Die Ehe blieb kinderlos.